# Радчицк (Столинский район)
Радчицк (бел. Ра́дчыцк) — деревня в Столинском районе Брестской области Беларуси. Административный центр Радчицкого сельсовета.

## География
Расположена в 22 км напрямую на северо-запад от города Столин, в 220 км от Бреста, в 29 км от железнодорожной станции Горынь.

## История

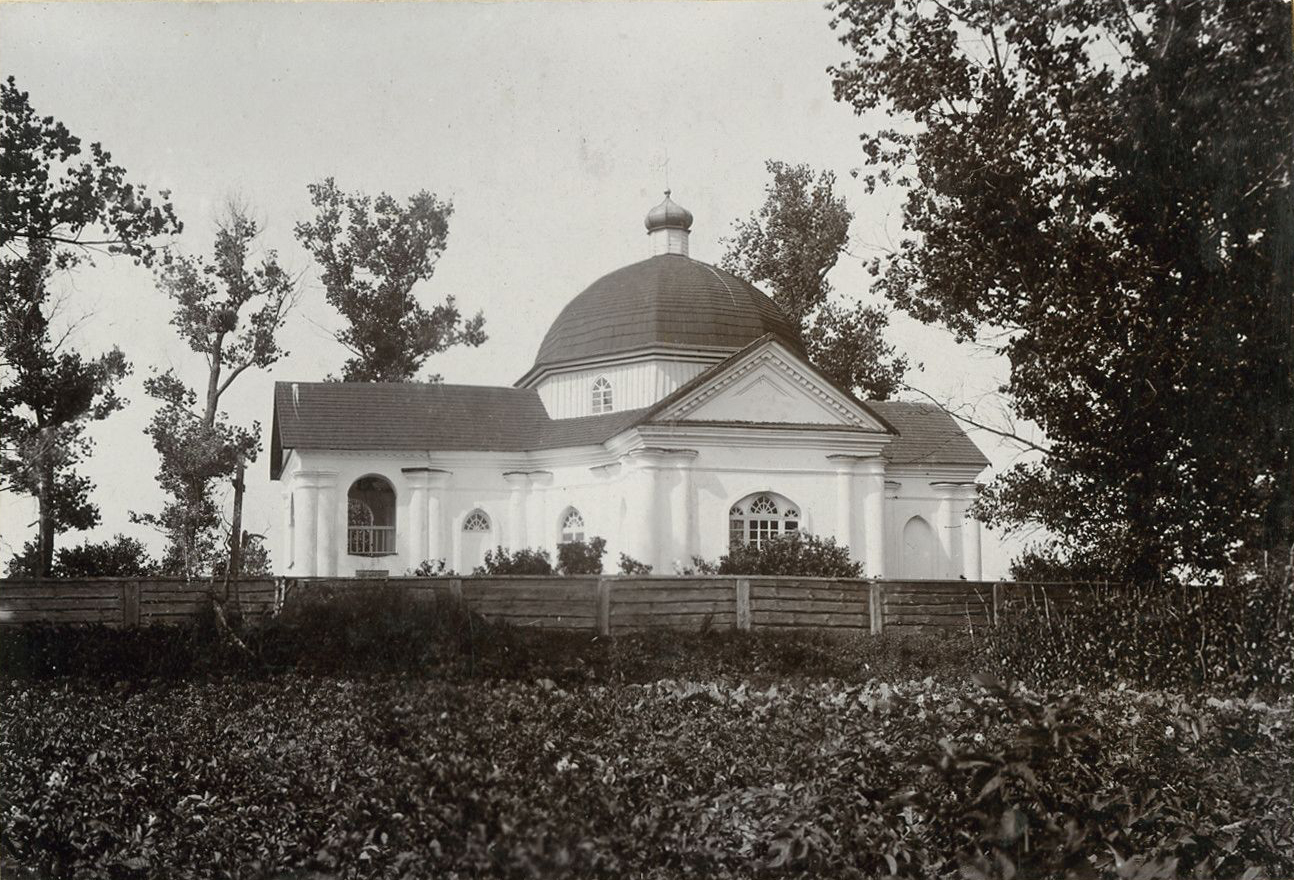
Церковь в Радчицке. И. Сербов, 1912 год

Млоцкими, которым принадлежала деревня, была построена деревянная церковь, но в 1760 году сгорела. В том же году она была восстановлена на средства прихожан. Потом Радчицк перешел к Скирмунтам. На средства Александра Скирмунта вместо предыдущей, уже обветшавшей церкви, в 1841 году была возведена каменная приходская церковь.
В 1863 году открылось земское народное училище. На 1886 год — село, центр волости Пинского уезда Минской губернии. Имелись винокуренный завод и мельница. По переписи 1897 года появились: школа церковной грамоты, хлебозапасный магазин, питейный дом.
С 1921 по 1939 год — в составе межвоенной Польши. В 1921—1923 годах — центр Радчицкой гмины Пинского уезда Полесского воеводства, с 1923 по 1939 годы гмина находилась в составе Столинского уезда.
Около Радчицка похоронен участник восстания 1863—1864 годов, вероятно владелец местного имения, убитый крестьянами за поддержку восстания.
В деревне функционирует средняя школа, Дом культуры, библиотека, амбулатория и отделение связи.

## Население
- XIX век: 1886 год — 66 дворов, 792 жителя; 1897 год — 176 дворов, 1128 жителей.
- XX век: 1909 год — 246 дворов, 1329 жителей; 1921 год — 274 двора, 1554 жителя; 1939 год — 470 дворов, 2373 жителя; 1959 год — 660 жителей; 1970 год — 1233 жителя; 1980 год — 1025 жителей; 1999 год — 689 жителей.
- XXI век: 2001 год — 286 дворов, 649 жителей; 2002 год — 277 дворов, 645 жителей; 2010 год — 535 жителей.

## Культура

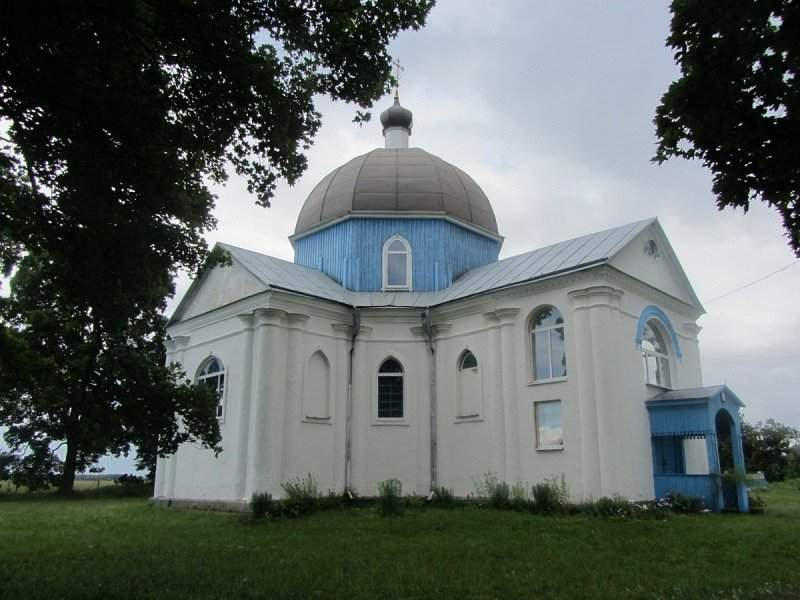
Церковь Рождества Пресвятой Богородицы

- Церковь Рождества Пресвятой БогородицыДом культуры

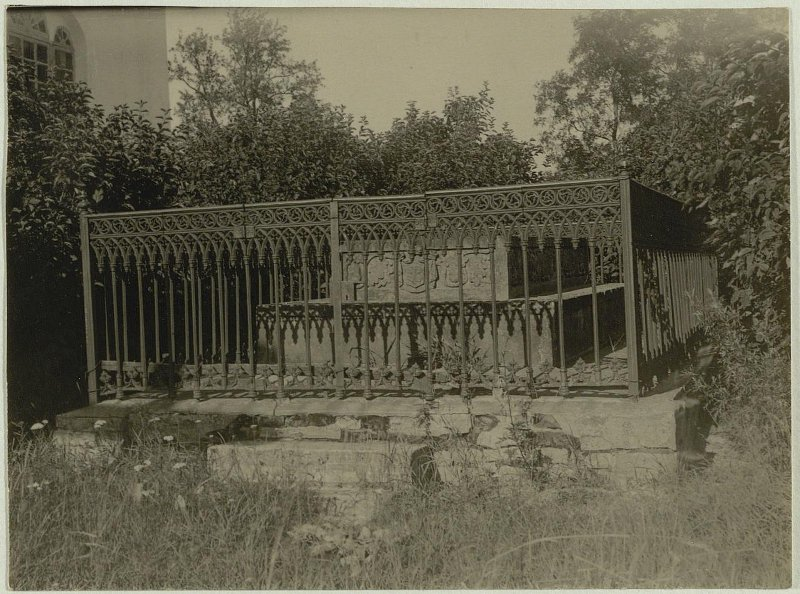
Надмогильный памятник А. Скирмунту, 1937 г.

- Надмогильный памятник А. Скирмунту, 1937 г.Музей

## Достопримечательность
- Церковь Рождества Пресвятой Богородицы (1841) —  Историко-культурная ценность Республики Беларусь, шифр 113Г000690. 
  - Икона «Матерь Божья Одигитрия» (1760, перенесена из иконостаса Свято-Николаевской церкви деревни Рухча-1).
- Могила государственного деятеля Александра Томашевича Скирмунта (1793—1845).
- Памятник землякам, погибшим в Великой Отечественной войне (1969).

## Известные лица
- Леон (Леонтий Петрович), Невдах (род. 1947) — белорусский писатель.